# Liga de Campeones de la AFC 2020
La Liga de Campeones de la AFC 2020 fue la 39.ª edición del torneo de fútbol a nivel del clubes más importante de Asia, organizado por la Confederación Asiática de Fútbol (AFC) y la 18.ª edición bajo el formato de Liga de Campeones de la AFC.
El torneo comenzó con la fase preliminar que se realizó entre el 14 y el 28 de enero de 2020, la fase de grupos comenzó el 10 de febrero y culminó con la final jugada el 19 de diciembre de 2020.
El campeón clasificó como representante de la AFC para la Copa Mundial de Clubes de la FIFA 2020 que se disputará en Catar. Así mismo el campeón de la Zona Oeste y el campeón de la Zona Este de la Liga de Campeones de la AFC 2020 clasificaron para la Copa Mundial de Clubes que se realizará en China.
La competición se suspendió debido a la pandemia de COVID-19 en Asia, después de los partidos de la fase de grupos del 4 de marzo de 2020 y se reinició el 14 de septiembre de 2020, disputándose todos los partidos pendientes en Catar.

## Asignación geográfica de equipos por asociación
El Comité de Competiciones de la AFC propuso una renovación de las competiciones de clubes de la AFC el 25 de enero de 2014, que fue ratificado por el Comité Ejecutivo de la AFC el 16 de abril de 2014, Las 46 asociaciones miembro (excluyendo a la asociación miembro Islas Marianas del Norte) se clasifican en función del rendimiento de su selección nacional y clubes en los últimos cuatro años en competiciones de la AFC, con la asignación de cupos para las ediciones 2017 y 2018 de las competiciones de clubes de la AFC determinados por la clasificación del 2016 (Manual de Ingreso Artículo 2.2):
- Las Asociaciones miembro son divididas en 2 Zonasː
  - Zona Oeste (25 asociaciones): Oeste (WAFF) (12 asociaciones), Centro (CAFA) (6 asociaciones), Sur (SAFF) (7 asociaciones).
  - Zona Este (21 asociaciones): Sudeste (AFF) (12 asociaciones), Este (EAFF) (9 asociaciones).
- Cada Zona tiene 4 grupos con 12 cupos directos y 4 provenientes de las Fases Clasificatorias.
- El Top 12 de cada zona según los rankings de la AFC es elegible para ingresar a la Liga de Campeones de la AFC, siempre que cumplan con los criterios de la Liga de Campeones de la AFC.
- El Top 6 de cada zona posee cupos directos y las otras 6 asociaciones solo cupos a las Fases Clasificatorias

El Top 6 de cada zona obtiene al menos un cupo directo en la fase de grupos, mientras que las asociaciones restantes solo obtienen cupos de play-off (así como cupos de la fase de grupos de la Copa AFC):
- - Las Asociaciones Miembro 1 y 2 del ranking de cada zona reciben 3 cupos a fase de grupos y 1 a Play-off.
  - Las Asociaciones Miembro 3 y 4 del ranking de cada zona reciben 2 cupos a fase de grupos y 2 a Play-off.
  - La Asociación Miembro 5 del ranking de cada zona recibe 1 cupo a fase de grupos y 2 a Play-off.
  - La Asociación Miembro 6 del ranking de cada zona recibe 1 cupo a fase de grupos y 1 a Play-off.
  - Las Asociaciones Miembros 7 a 12 del ranking de cada zona reciben 1 cupo a Play-off.
- El número máximo de cupos para cada asociación es un tercio del total de equipos elegibles en la primera división.
- Si una asociación desiste de sus cupos directos, estos se redistribuyen a la asociación elegible más alta, con cada asociación limitada a un máximo de tres cupos directos.
- Si una asociación desiste de sus cupos en las Fases Clasificatorias, estos se anulan y no se redistribuyen a ninguna otra asociación.

Para la Liga de Campeones de la AFC 2020, las asociaciones tienen cupos asignados según el ranking de asociaciones publicado el 30 de noviembre de 2018, que tiene en cuenta su actuación en la Liga de Campeones de la AFC y la Copa AFC, así como en la Clasificación mundial de la FIFA de su equipo nacional, durante el período comprendido entre 2013 y 2016.
| Participación en la Liga de Campeones de la AFC 2020 | Participación en la Liga de Campeones de la AFC 2020 |
| ---------------------------------------------------- | ---------------------------------------------------- |
|                                                      | Participante                                         |
|                                                      | No participante                                      |

| Rank   | Rank  | Asociación Miembro     | Puntos | Cupos          | Cupos          | Cupos             | Cupos             |
| Rank   | Rank  | Asociación Miembro     | Puntos | Fase de grupos | Play-off       | Play-off          | Play-off          |
| Región | AFC   | Asociación Miembro     | Puntos | Fase de grupos | Ronda Play-off | 2.ª ronda Prelim. | 1.ª ronda Prelim. |
| ------ | ----- | ---------------------- | ------ | -------------- | -------------- | ----------------- | ----------------- |
| 1      | 1     | Emiratos Árabes Unidos | 95.940 | 3              | 1              | 0                 | 0                 |
| 2      | 4     | Arabia Saudita         | 84.269 | 3              | 1              | 0                 | 0                 |
| 3      | 6     | Catar                  | 82.407 | 2              | 2              | 0                 | 0                 |
| 4      | 7     | Irán                   | 71.851 | 2              | 0              | 2                 | 0                 |
| 5      | 9     | Uzbekistán             | 43.305 | 1              | 0              | 2                 | 0                 |
| 6      | 11    | Irak                   | 42.141 | 1              | 0              | 1                 | 0                 |
| 7      | 12    | Tayikistán             | 30.725 | 0              | 0              | 1                 | 0                 |
| 8      | 15    | India                  | 29.291 | 0              | 0              | 0                 | 1                 |
| 9      | 16    | Siria                  | 28.983 | 0              | 0              | 0                 | 0                 |
| 10     | 18    | Jordania               | 25.649 | 0              | 0              | 0                 | 1                 |
| 11     | 19    | Kuwait                 | 24.798 | 0              | 0              | 0                 | 1                 |
| 12     | 20    | Baréin                 | 24.337 | 0              | 0              | 0                 | 1                 |
| Total  | Total | Total                  | Total  | 12             | 4              | 6                 | 4                 |
| Total  | Total | Total                  | Total  | 12             | 14             |                   |                   |
| Total  | Total | Total                  | Total  | 26             |                |                   |                   |

| Rank   | Rank  | Asociación Miembro | Puntos | Cupos          | Cupos          | Cupos             | Cupos             |
| Rank   | Rank  | Asociación Miembro | Puntos | Fase de grupos | Play-off       | Play-off          | Play-off          |
| Región | AFC   | Asociación Miembro | Puntos | Fase de grupos | Ronda Play-off | 2.ª ronda Prelim. | 1.ª ronda Prelim. |
| ------ | ----- | ------------------ | ------ | -------------- | -------------- | ----------------- | ----------------- |
| 1      | 2     | Corea del Sur      | 87.480 | 3              | 1              | 0                 | 0                 |
| 2      | 3     | China              | 86.671 | 3              | 1              | 0                 | 0                 |
| 3      | 5     | Japón              | 83.464 | 2              | 2              | 0                 | 0                 |
| 4      | 8     | Australia          | 64.752 | 2              | 0              | 1                 | 0                 |
| 5      | 10    | Tailandia          | 42.568 | 1              | 0              | 2                 | 0                 |
| 6      | 13    | Malasia            | 29.566 | 1              | 0              | 1                 | 0                 |
| 7      | 14    | Hong Kong          | 29.300 | 0              | 0              | 1                 | 0                 |
| 8      | 17    | Vietnam            | 27.426 | 0              | 0              | 1                 | 0                 |
| 9      | 21    | Filipinas          | 21.405 | 0              | 0              | 0                 | 1                 |
| 10     | 23    | Singapur           | 17.084 | 0              | 0              | 0                 | 1                 |
| 11     | 24    | Indonesia          | 16.871 | 0              | 0              | 0                 | 1                 |
| 12     | 25    | Birmania           | 14.753 | 0              | 0              | 0                 | 1                 |
| Total  | Total | Total              | Total  | 12             | 4              | 6                 | 4                 |
| Total  | Total | Total              | Total  | 12             | 14             |                   |                   |
| Total  | Total | Total              | Total  | 26             |                |                   |                   |

## Equipos participantes
En la siguiente tabla, el número de torneos disputados (T.D) y última aparición (U.A), cuentan solo aquellas participaciones desde la temporada 2002-03 (incluyendo rondas de clasificación), cuando la competencia inicio el formato de Liga de Campeones de la AFC.
| Club               | Método de Clasificación                                                            | T.D. (UA)  |
| ------------------ | ---------------------------------------------------------------------------------- | ---------- |
| Sharjah            | Campeón Liga Árabe del Golfo (EAU) 2018-19                                         | 3. (2009)  |
| Shabab Al-Ahli     | Campeón Copa Presidente de EAU 2019 Subcampeón Liga Árabe del Golfo (EAU) 2018-19  | 8. (2017)  |
| Al-Wahda           | Tercer lugar Liga Árabe del Golfo (EAU) 2018-19                                    | 11. (2019) |
| Al-Nassr           | Campeón Liga Profesional Saudí 2018–19                                             | 5. (2019)  |
| Al-Taawoun         | Campeón Copa del Rey de Campeones 2019 Tercer lugar Liga Profesional Saudí 2018–19 | 2. (2017)  |
| Al-Hilal Saudi     | Subcampeón Liga Profesional Saudí 2018–19                                          | 16. (2019) |
| Al-Sadd            | Campeón Qatar Stars League 2018-19                                                 | 15. (2019) |
| Al-Duhail          | Campeón Copa del Emir de Catar 2019 Subcampeón Qatar Stars League 2018-19          | 9. (2019)  |
| Persépolis         | Campeón Iran Pro League 2018-19 Campeón Copa Hazfi 2018-19                         | 9. (2019)  |
| Sepahan            | Subcampeón Iran Pro League 2018-19                                                 | 12. (2016) |
| Pakhtakor Tashkent | Campeón Super Liga de Uzbekistán 2019 Campeón Copa de Uzbekistán 2019              | 16. (2019) |
| Al-Shorta          | Campeón Liga Premier de Irak 2019-19                                               | 4. (2014)  |

| Club       | Método de Clasificación                         | TD. (UA)   |
| ---------- | ----------------------------------------------- | ---------- |
| Al-Ain     | Cuarto lugar Liga Árabe del Golfo (EAU) 2018-19 | 15. (2019) |
| Al-Ahli    | Cuarto lugar Liga Profesional Saudí 2018–19     | 12. (2019) |
| Al-Sailiya | Tercer lugar Qatar Stars League 2018-19         | 1.         |
| Al-Rayyan  | Cuarto lugar Qatar Stars League 2018-19         | 10. (2019) |

| Club               | Método de Clasificación                    | TD. (UA)   |
| ------------------ | ------------------------------------------ | ---------- |
| Esteghlal          | Tercer lugar Iran Pro League 2018-19       | 11. (2019) |
| Shahr Khodro       | Cuarto lugar Iran Pro League 2018-19       | 1.         |
| Lokomotiv Tashkent | Subcampeón Super Liga de Uzbekistán 2019   | 8. (2019)  |
| Bunyodkor          | Tercer lugar Super Liga de Uzbekistán 2019 | 11. (2017) |
| Al-Zawraa          | Campeón Copa de Irak 2019-19               | 5. (2019)  |
| Istiklol Dushanbe  | Campeón Liga de fútbol de Tayikistán 2019  | 2. (2019)  |

| Club         | Método de Clasificación                  | TD. (UA)  |
| ------------ | ---------------------------------------- | --------- |
| Chennai City | Campeón I-League 2018-19                 | 1.        |
| Al-Faisaly   | Campeón Liga Premier de Jordania 2018-19 | 3. (2018) |
| Al-Kuwait    | Campeón Liga Premier de Kuwait 2018-19   | 7. (2019) |
| Al-Riffa     | Campeón Liga Premier de Baréin 2018-19   | 4. (2015) |

| Club                    | Método de Clasificación                    | TD. (UA)   |
| ----------------------- | ------------------------------------------ | ---------- |
| Jeonbuk Hyundai Motors  | Campeón K League 1 2019                    | 13. (2019) |
| Suwon Samsung Bluewings | Campeón Korean FA Cup 2019                 | 10. (2018) |
| Ulsan Hyundai           | Subcampeón K League 1 2019                 | 8. (2019)  |
| Guangzhou Evergrande    | Campeón Superliga de China 2019            | 9. (2019)  |
| Shanghái Shenhua        | Campeón Copa FA de China 2019              | 9. (2018)  |
| Beijing Sinobo Guoan    | Subcampeón Superliga de China 2019         | 9. (2019)  |
| Yokohama F. Marinos     | Campeón J1 League 2019                     | 4. (2014)  |
| Vissel Kobe             | Campeón Copa del Emperador 2019            | 1.         |
| Perth Glory             | Ganador temporada regular A-League 2018-19 | 1.         |
| Sydney FC               | Campeón A-League 2018-19                   | 6. (2019)  |
| Chiangrai United        | Campeón Liga de Tailandia 2019             | 3. (2019)  |
| Johor Darul Ta'zim      | Campeón Superliga de Malasia 2019          | 6. (2019)  |

| Club            | Método de Clasificación              | TD. (UA)   |
| --------------- | ------------------------------------ | ---------- |
| FC Seoul        | Tercer lugar K League 1 2019         | 8. (2017)  |
| Shanghai SIPG   | Tercer lugar Superliga de China 2019 | 5. (2019)  |
| FC Tokyo        | Subcampeón J1 League 2019            | 3. (2016)  |
| Kashima Antlers | Tercer lugar J1 League 2019          | 10. (2019) |

| Club              | Método de Clasificación                    | TD. (UA)     |
| ----------------- | ------------------------------------------ | ------------ |
| Melbourne Victory | Tercero temporada regular A-League 2018-19 | 8. (2019)    |
| Port FC           | Campeón Copa FA de Tailandia 2019          | 1.           |
| Buriram United    | Subcampeón Liga de Tailandia 2019          | 9. (2019)    |
| Kedah FA          | Campeón Copa FA de Malasia 2019            | 1.           |
| Tai Po FC         | Campeón Liga Premier de Hong Kong 2018-19  | 1.           |
| Hồ Chí Minh City  | Subcampeón V.League 1 2019                 | 2. (2002–03) |

| Club            | Método de Clasificación                     | TD. (UA)  |
| --------------- | ------------------------------------------- | --------- |
| Ceres-Negros    | Campeón Philippines Football League 2019    | 3. (2019) |
| Tampines Rovers | segundo lugar Liga Premier de Singapur 2019 | 5. (2018) |
| Bali United     | Campeón Liga 1 de Indonesia 2019            | 2. (2018) |
| Shan United     | Campeón Liga Nacional de Birmania 2019      | 2. (2018) |

Notas
- Singapur (SIN): Brunei DPMM FC, campeón de la Liga Premier de Singapur 2019, es un equipo de Brunéi y, por lo tanto, no es elegible para representar a Singapur en las competiciones de clubes de la AFC. Como resultado, Tampines Rovers, el subcampeón de la liga, ingresa a los play-offs clasificatorios.
- Vietnam (VIE): Hà Nội FC, Campeón de la V.League 1 2019, no pudo obtener una licencia de la AFC ya que su equipo Sub-15 no participó en la Liga Juvenil Nacional U-15 de Vietnam. Como resultado, Hồ Chí Minh City FC, subcampeón de la liga, ingresa a los play-offs clasificatorios.

## Calendario
El calendario de la competición es el siguiente.
| Fase              | Ronda                | Fecha de sorteo         | Partido de ida                                              | Partido de vuelta                                            |
| ----------------- | -------------------- | ----------------------- | ----------------------------------------------------------- | ------------------------------------------------------------ |
| Fase preliminar   | 1.ª Ronda Preliminar | sin sorteo              | 14 de enero de 2020                                         | 14 de enero de 2020                                          |
| Fase preliminar   | 2.ª Ronda Preliminar | sin sorteo              | 21 de enero de 2020                                         | 21 de enero de 2020                                          |
| Fase de Playoff   | Ronda de Playoff     | sin sorteo              | 28 de enero de 2020                                         | 28 de enero de 2020                                          |
| Fase de grupos    | Fecha 1-1            | 10 de diciembre de 2019 | 10–12 de febrero de 2020                                    | 10–12 de febrero de 2020                                     |
| Fase de grupos    | Fecha 2-1            | 10 de diciembre de 2019 | 17–19 de febrero de 2020                                    | 17–19 de febrero de 2020                                     |
| Fase de grupos    | Fecha 3-1            | 10 de diciembre de 2019 | 2–4 de marzo de 2020                                        | 2–4 de marzo de 2020                                         |
| Fase de grupos    | Fecha 4              | 10 de diciembre de 2019 | 6–8 de abril de 2020                                        | 6–8 de abril de 2020                                         |
| Fase de grupos    | Fecha 5              | 10 de diciembre de 2019 | 20–22 de abril de 2020                                      | 20–22 de abril de 2020                                       |
| Fase de grupos    | Fecha 1-2            | 10 de diciembre de 2019 | 28–29 de abril de 2020                                      | 28–29 de abril de 2020                                       |
| Fase de grupos    | Fecha 6              | 10 de diciembre de 2019 | 4–6 de mayo de 2020                                         | 4–6 de mayo de 2020                                          |
| Fase de grupos    | Fecha 2-2            | 10 de diciembre de 2019 | 19–20 de mayo de 2020                                       | 19–20 de mayo de 2020                                        |
| Fase de grupos    | Fecha 3-2            | 10 de diciembre de 2019 | 26–27 de mayo de 2020                                       | 26–27 de mayo de 2020                                        |
| Fase Eliminatoria | Octavos de final     | 10 de diciembre de 2019 | 25–26 de mayo de 2020 (Oeste) 16–17 de junio de 2020 (Este) | 15–16 de junio de 2020 (Oeste) 23–24 de junio de 2020 (Este) |
| Fase Eliminatoria | Cuartos de final     | TBA junio/julio 2020    | 24–26 de agosto de 2020                                     | 14–16 de septiembre de 2020                                  |
| Fase Eliminatoria | Semifinales          | TBA junio/julio 2020    | 29–30 de septiembre de 2020                                 | 20–21 de octubre de 2020                                     |
| Fase Eliminatoria | Final                | TBA junio/julio 2020    | 19 de diciembre de 2020 (Al Janoub, Al Wakra, Catar.)       | 19 de diciembre de 2020 (Al Janoub, Al Wakra, Catar.)        |

## Fase Clasificatoria

### Primera ronda preliminar
- Un total de ocho clubes ingresan a la primera ronda preliminar.
- Partidos el 14 de enero de 2020.
| Equipo 1        | Resultado    | Equipo 2     |
| Región Oeste    | Región Oeste | Región Oeste |
| --------------- | ------------ | ------------ |
| Chennai City    | 0–1          | Al-Riffa     |
| Al-Faisaly      | 1–2          | Al-Kuwait    |
| Región Este     |              |              |
| Ceres-Negros    | 3–2          | Shan United  |
| Tampines Rovers | 3–5          | Bali United  |

### Segunda ronda preliminar
- Un total de 16 equipos juegan en la segunda ronda preliminar: 12 equipos que ingresaron en esta ronda, y los cuatro ganadores de la primera ronda preliminar.
- Partidos el 21 de enero de 2020.
| Equipo 1           | Resultado    | Equipo 2            |
| Región Oeste       | Región Oeste | Región Oeste        |
| ------------------ | ------------ | ------------------- |
| Bunyodkor          | 4–1          | Al-Zawraa           |
| Lokomotiv Tashkent | 0–1          | Istiklol Dushanbe   |
| Shahr Khodro       | 2–1          | Al-Riffa            |
| Esteghlal          | 3–0          | Al-Kuwait           |
| Región Este        |              |                     |
| Kedah FA           | 5–1          | Tai Po              |
| Buriram United     | 2–1          | Hồ Chí Minh City FC |
| Port FC            | 0–1          | Ceres-Negros        |
| Melbourne Victory  | 5–0          | Bali United         |

### Ronda de play-off
- Un total de 16 equipos juegan en la ronda de playoff: ocho equipos que entraron en esta ronda y los ocho ganadores de la ronda preliminar 2.
- Partidos el 28 de enero de 2020.
| Equipo 1        | Resultado            | Equipo 2          |
| Región Oeste    | Región Oeste         | Región Oeste      |
| --------------- | -------------------- | ----------------- |
| Al-Ain          | 1–0                  | Bunyodkor         |
| Al-Ahli Saudi   | 1–0                  | Istiklol Dushanbe |
| Al-Sailiya      | 0–0 (t. s.) (4-5 p.) | Shahr Khodro      |
| Al-Rayyan       | 0–5                  | Esteghlal         |
| Región Este     |                      |                   |
| FC Seoul        | 4–1                  | Kedah FA          |
| Shanghai SIPG   | 3–0                  | Buriram United    |
| FC Tokyo        | 2–0                  | Ceres–Negros      |
| Kashima Antlers | 0–1                  | Melbourne Victory |

## Fase de grupos

### Grupo A
| Pos. | Equipo            | Pts. | PJ | G | E | P | GF | GC | Dif. | Clasificación    |
| ---- | ----------------- | ---- | -- | - | - | - | -- | -- | ---- | ---------------- |
| 1    | Al-Ahli Saudí (A) | 6    | 4  | 2 | 0 | 2 | 4  | 6  | −2   | Octavos de final |
| 2    | Esteghlal (A)     | 5    | 4  | 1 | 2 | 1 | 6  | 4  | +2   | Octavos de final |
| 3    | Al-Shorta         | 5    | 4  | 1 | 2 | 1 | 4  | 4  | 0    |                  |
| 4    | Al-Wahda (a)      | 0    | 0  | 0 | 0 | 0 | 0  | 0  | 0    | Eliminado        |

 Fuente: AFC
(a) Al-Wahda no pudo viajar a Catar para jugar los últimos cuatro juegos de la fase de grupos debido a que varios miembros del equipo dieron positivo por COVID-19. Se consideró que se habían retirado de la competencia, y todos los partidos anteriores jugados por Al-Wahda serán considerados "nulo y sin efecto".
| \| Fecha \| Estadio (Ciudad) \| Local \| Resultado \| Visitante \| \| ----------------------------- \| -------------------------------------------------- \| ------------- \| ------------ \| ------------- \| \| 10 de febrero de 2020 \| Estadio Al-Nahyan (Abu Dabi) \| Al-Wahda \| Anulado[n 2] \| Al-Ahli Saudí \| \| 10 de febrero de 2020 \| Estadio Franso Hariri (Erbil) \| Al-Shorta \| 1–1 \| Esteghlal \| \| 17 de febrero de 2020 \| Estadio Internacional Jaber Al-Ahmad (Kuwait)[n 3] \| Al-Ahli Saudí \| 2–1 \| Esteghlal \| \| 17 de febrero de 2020 \| Estadio Franso Hariri (Erbil) \| Al-Shorta \| Anulado[n 4] \| Al-Wahda \| \| 14 de septiembre de 2020[n 5] \| Estadio Internacional Khalifa (Catar) \| Al-Ahli Saudí \| 1–0 \| Al-Shorta \| \| 14 de septiembre de 2020[n 5] \| Estadio Internacional Khalifa (Catar) \| Al-Wahda \| Cancelado \| Esteghlal \| \| 17 de septiembre de 2020 \| Estadio Internacional Khalifa (Catar) \| Al-Shorta \| 2–1 \| Al-Ahli Saudí \| \| 17 de septiembre de 2020 \| Estadio Internacional Khalifa (Catar) \| Esteghlal \| Cancelado \| Al-Wahda \| \| 20 de septiembre de 2020 \| Estadio Internacional Khalifa (Catar) \| Al-Ahli Saudí \| Cancelado \| Al-Wahda \| \| 20 de septiembre de 2020 \| Estadio Internacional Khalifa (Catar) \| Esteghlal \| 1–1 \| Al-Shorta \| \| 23 de septiembre de 2020 \| Estadio Internacional Khalifa (Catar) \| Al-Wahda \| Cancelado \| Al-Shorta \| \| 23 de septiembre de 2020 \| Estadio Al Janoub (Catar) \| Esteghlal \| 3–0 \| Al-Ahli Saudí \| |                                               |               |           |               |
| Fecha | Estadio (Ciudad)                              | Local         | Resultado | Visitante     |
| 10 de febrero de 2020 | Estadio Al-Nahyan (Abu Dabi)                  | Al-Wahda      | Anulado   | Al-Ahli Saudí |
| 10 de febrero de 2020 | Estadio Franso Hariri (Erbil)                 | Al-Shorta     | 1–1       | Esteghlal     |
| 17 de febrero de 2020 | Estadio Internacional Jaber Al-Ahmad (Kuwait) | Al-Ahli Saudí | 2–1       | Esteghlal     |
| 17 de febrero de 2020 | Estadio Franso Hariri (Erbil)                 | Al-Shorta     | Anulado   | Al-Wahda      |
| 14 de septiembre de 2020 | Estadio Internacional Khalifa (Catar)         | Al-Ahli Saudí | 1–0       | Al-Shorta     |
| 14 de septiembre de 2020 | Estadio Internacional Khalifa (Catar)         | Al-Wahda      | Cancelado | Esteghlal     |
| 17 de septiembre de 2020 | Estadio Internacional Khalifa (Catar)         | Al-Shorta     | 2–1       | Al-Ahli Saudí |
| 17 de septiembre de 2020 | Estadio Internacional Khalifa (Catar)         | Esteghlal     | Cancelado | Al-Wahda      |
| 20 de septiembre de 2020 | Estadio Internacional Khalifa (Catar)         | Al-Ahli Saudí | Cancelado | Al-Wahda      |
| 20 de septiembre de 2020 | Estadio Internacional Khalifa (Catar)         | Esteghlal     | 1–1       | Al-Shorta     |
| 23 de septiembre de 2020 | Estadio Internacional Khalifa (Catar)         | Al-Wahda      | Cancelado | Al-Shorta     |
| 23 de septiembre de 2020 | Estadio Al Janoub (Catar)                     | Esteghlal     | 3–0       | Al-Ahli Saudí |

### Grupo B
| Pos. | Equipo                 | Pts. | PJ | G | E | P | GF | GC | Dif. | Clasificación    |
| ---- | ---------------------- | ---- | -- | - | - | - | -- | -- | ---- | ---------------- |
| 1    | Pakhtakor Tashkent (A) | 10   | 4  | 3 | 1 | 0 | 6  | 1  | +5   | Octavos de final |
| 2    | Shabab Al-Ahli (A)     | 7    | 4  | 2 | 1 | 1 | 3  | 2  | +1   | Octavos de final |
| 3    | Shahr Khodro           | 0    | 4  | 0 | 0 | 4 | 0  | 6  | −6   |                  |
| 4    | Al-Hilal Saudí (b)     | 0    | 0  | 0 | 0 | 0 | 0  | 0  | 0    | Eliminado        |

 Fuente: AFC
(b) Al-Hilal Saudí no pudo completar la nómina de 13 jugadores requeridos y no pudo jugar su último partido de la fase de grupos contra Shabab Al-Ahli debido a que varios miembros del equipo dieron positivo por COVID-19. Se consideró que se habían retirado de la competencia, y todos los partidos anteriores jugados por Al-Hilal serían considerados "nulos y sin efecto".
| \| Fecha \| Estadio (Ciudad) \| Local \| Resultado \| Visitante \| \| ----------------------------- \| ------------------------------------- \| ------------------ \| ------------- \| ------------------ \| \| 10 de febrero de 2020 \| Estadio Zabeel (Dubái)[n 3] \| Al-Hilal Saudí \| Anulado[n 6] \| Shahr Khodro \| \| 10 de febrero de 2020 \| Estadio Pakhtakor (Taskent) \| Pakhtakor Tashkent \| 2–1 \| Shabab Al-Ahli \| \| 17 de febrero de 2020 \| Estadio Pakhtakor (Taskent) \| Pakhtakor Tashkent \| 3–0 \| Shahr Khodro \| \| 17 de febrero de 2020 \| Estadio Al-Rashid (Dubái) \| Shabab Al-Ahli \| Anulado[n 7] \| Al-Hilal Saudí \| \| 14 de septiembre de 2020[n 5] \| Estadio Al Janoub (Catar) \| Shabab Al-Ahli \| 1–0 \| Shahr Khodro \| \| 14 de septiembre de 2020[n 5] \| Estadio Al Janoub (Catar) \| Al-Hilal Saudí \| Anulado[n 8] \| Pakhtakor Tashkent \| \| 17 de septiembre de 2020 \| Estadio Al Janoub (Catar) \| Shahr Khodro \| 0–1 \| Shabab Al-Ahli \| \| 17 de septiembre de 2020 \| Estadio Al Janoub (Catar) \| Pakhtakor Tashkent \| Anulado[n 9] \| Al-Hilal Saudí \| \| 20 de septiembre de 2020 \| Estadio Al Janoub (Catar) \| Shahr Khodro \| Anulado[n 10] \| Al-Hilal Saudí \| \| 20 de septiembre de 2020 \| Estadio Al Janoub (Catar) \| Shabab Al-Ahli \| 0–0 \| Pakhtakor Tashkent \| \| 23 de septiembre de 2020 \| Estadio Internacional Khalifa (Catar) \| Al-Hilal Saudí \| Cancelado \| Shabab Al-Ahli \| \| 23 de septiembre de 2020 \| Estadio Al Janoub (Catar) \| Shahr Khodro \| 0–1 \| Pakhtakor Tashkent \| |                                       |                    |           |                    |
| Fecha | Estadio (Ciudad)                      | Local              | Resultado | Visitante          |
| 10 de febrero de 2020 | Estadio Zabeel (Dubái)                | Al-Hilal Saudí     | Anulado   | Shahr Khodro       |
| 10 de febrero de 2020 | Estadio Pakhtakor (Taskent)           | Pakhtakor Tashkent | 2–1       | Shabab Al-Ahli     |
| 17 de febrero de 2020 | Estadio Pakhtakor (Taskent)           | Pakhtakor Tashkent | 3–0       | Shahr Khodro       |
| 17 de febrero de 2020 | Estadio Al-Rashid (Dubái)             | Shabab Al-Ahli     | Anulado   | Al-Hilal Saudí     |
| 14 de septiembre de 2020 | Estadio Al Janoub (Catar)             | Shabab Al-Ahli     | 1–0       | Shahr Khodro       |
| 14 de septiembre de 2020 | Estadio Al Janoub (Catar)             | Al-Hilal Saudí     | Anulado   | Pakhtakor Tashkent |
| 17 de septiembre de 2020 | Estadio Al Janoub (Catar)             | Shahr Khodro       | 0–1       | Shabab Al-Ahli     |
| 17 de septiembre de 2020 | Estadio Al Janoub (Catar)             | Pakhtakor Tashkent | Anulado   | Al-Hilal Saudí     |
| 20 de septiembre de 2020 | Estadio Al Janoub (Catar)             | Shahr Khodro       | Anulado   | Al-Hilal Saudí     |
| 20 de septiembre de 2020 | Estadio Al Janoub (Catar)             | Shabab Al-Ahli     | 0–0       | Pakhtakor Tashkent |
| 23 de septiembre de 2020 | Estadio Internacional Khalifa (Catar) | Al-Hilal Saudí     | Cancelado | Shabab Al-Ahli     |
| 23 de septiembre de 2020 | Estadio Al Janoub (Catar)             | Shahr Khodro       | 0–1       | Pakhtakor Tashkent |

### Grupo C
| Pos. | Equipo         | Pts. | PJ | G | E | P | GF | GC | Dif. | Clasificación    |
| ---- | -------------- | ---- | -- | - | - | - | -- | -- | ---- | ---------------- |
| 1    | Persépolis (A) | 10   | 6  | 3 | 1 | 2 | 8  | 5  | +3   | Octavos de final |
| 2    | Al-Taawoun (A) | 9    | 6  | 3 | 0 | 3 | 4  | 8  | −4   | Octavos de final |
| 3    | Al-Duhail      | 9    | 6  | 3 | 0 | 3 | 7  | 8  | −1   |                  |
| 4    | Sharjah FC     | 7    | 6  | 2 | 1 | 3 | 13 | 11 | +2   |                  |

 Fuente: AFC
Notas:
1. 1 2  Puntos partidos directos: Al-Taawoun 6, Al-Duhail 0.

| \| Fecha \| Estadio (Ciudad) \| Local \| Resultado \| Visitante \| \| ----------------------------- \| ------------------------------------------ \| ---------- \| --------- \| ---------- \| \| 11 de febrero de 2020 \| Estadio Abdullah bin Khalifa (Doha) \| Al-Duhail \| 2–0 \| Persépolis \| \| 11 de febrero de 2020 \| Estadio Sharjah (Sharjah) \| Sharjah FC \| 0–1 \| Al-Taawoun \| \| 18 de febrero de 2020 \| Estadio Sharjah (Sharjah) \| Sharjah FC \| 2–2 \| Persépolis \| \| 18 de febrero de 2020 \| King Abdullah Sport City Stadium (Buraidá) \| Al-Taawoun \| 2–0 \| Al-Duhail \| \| 15 de septiembre de 2020[n 5] \| Estadio Ciudad de la Educación (Catar) \| Persépolis \| 1–0 \| Al-Taawoun \| \| 15 de septiembre de 2020[n 5] \| Estadio Ciudad de la Educación (Catar) \| Al-Duhail \| 2–1 \| Sharjah FC \| \| 18 de septiembre de 2020 \| Estadio Ciudad de la Educación (Catar) \| Al-Taawoun \| 0–1 \| Persépolis \| \| 18 de septiembre de 2020 \| Estadio Ciudad de la Educación (Catar) \| Sharjah FC \| 4–2 \| Al-Duhail \| \| 21 de septiembre de 2020 \| Estadio Ciudad de la Educación (Catar) \| Persépolis \| 0–1 \| Al-Duhail \| \| 21 de septiembre de 2020 \| Estadio Ciudad de la Educación (Catar) \| Al-Taawoun \| 0–6 \| Sharjah FC \| \| 24 de septiembre de 2020 \| Estadio Ciudad de la Educación (Catar) \| Al-Duhail \| 0–1 \| Al-Taawoun \| \| 24 de septiembre de 2020 \| Estadio Jassim bin Hamad (Catar) \| Persépolis \| 4–0 \| Sharjah FC \| |                                            |            |           |            |
| Fecha | Estadio (Ciudad)                           | Local      | Resultado | Visitante  |
| 11 de febrero de 2020 | Estadio Abdullah bin Khalifa (Doha)        | Al-Duhail  | 2–0       | Persépolis |
| 11 de febrero de 2020 | Estadio Sharjah (Sharjah)                  | Sharjah FC | 0–1       | Al-Taawoun |
| 18 de febrero de 2020 | Estadio Sharjah (Sharjah)                  | Sharjah FC | 2–2       | Persépolis |
| 18 de febrero de 2020 | King Abdullah Sport City Stadium (Buraidá) | Al-Taawoun | 2–0       | Al-Duhail  |
| 15 de septiembre de 2020 | Estadio Ciudad de la Educación (Catar)     | Persépolis | 1–0       | Al-Taawoun |
| 15 de septiembre de 2020 | Estadio Ciudad de la Educación (Catar)     | Al-Duhail  | 2–1       | Sharjah FC |
| 18 de septiembre de 2020 | Estadio Ciudad de la Educación (Catar)     | Al-Taawoun | 0–1       | Persépolis |
| 18 de septiembre de 2020 | Estadio Ciudad de la Educación (Catar)     | Sharjah FC | 4–2       | Al-Duhail  |
| 21 de septiembre de 2020 | Estadio Ciudad de la Educación (Catar)     | Persépolis | 0–1       | Al-Duhail  |
| 21 de septiembre de 2020 | Estadio Ciudad de la Educación (Catar)     | Al-Taawoun | 0–6       | Sharjah FC |
| 24 de septiembre de 2020 | Estadio Ciudad de la Educación (Catar)     | Al-Duhail  | 0–1       | Al-Taawoun |
| 24 de septiembre de 2020 | Estadio Jassim bin Hamad (Catar)           | Persépolis | 4–0       | Sharjah FC |

### Grupo D
| Pos. | Equipo       | Pts. | PJ | G | E | P | GF | GC | Dif. | Clasificación    |
| ---- | ------------ | ---- | -- | - | - | - | -- | -- | ---- | ---------------- |
| 1    | Al-Nassr (A) | 11   | 6  | 3 | 2 | 1 | 9  | 5  | +4   | Octavos de final |
| 2    | Al-Sadd (A)  | 9    | 6  | 2 | 3 | 1 | 14 | 8  | +6   | Octavos de final |
| 3    | Sepahan      | 7    | 6  | 2 | 1 | 3 | 6  | 8  | −2   |                  |
| 4    | Al-Ain       | 5    | 6  | 1 | 2 | 3 | 5  | 13 | −8   |                  |

 Fuente: AFC
| \| Fecha \| Estadio (Ciudad) \| Local \| Resultado \| Visitante \| \| ----------------------------- \| --------------------------------------- \| -------- \| --------- \| --------- \| \| 11 de febrero de 2020 \| Estadio Hazza bin Zayed (Al Ain) \| Al-Ain \| 0–4 \| Sepahan \| \| 11 de febrero de 2020 \| Estadio Príncipe Faisal bin Fahd (Riad) \| Al-Nassr \| 2–2 \| Al-Sadd \| \| 18 de febrero de 2020 \| Estadio Hazza bin Zayed (Al Ain) \| Al-Ain \| 1–2 \| Al-Nassr \| \| 18 de febrero de 2020 \| Estadio Jassim bin Hamad (Doha) \| Al-Sadd \| 3–0 \| Sepahan \| \| 15 de septiembre de 2020[n 5] \| Estadio Jassim bin Hamad (Catar) \| Al-Ain \| 3–3 \| Al-Sadd \| \| 15 de septiembre de 2020[n 5] \| Estadio Jassim bin Hamad (Catar) \| Sepahan \| 0–2 \| Al-Nassr \| \| 18 de septiembre de 2020 \| Estadio Jassim bin Hamad (Catar) \| Al-Sadd \| 4–0 \| Al-Ain \| \| 18 de septiembre de 2020 \| Estadio Jassim bin Hamad (Catar) \| Al-Nassr \| 2–0 \| Sepahan \| \| 21 de septiembre de 2020 \| Estadio Jassim bin Hamad (Catar) \| Sepahan \| 0–0 \| Al-Ain \| \| 21 de septiembre de 2020 \| Estadio Jassim bin Hamad (Catar) \| Al-Sadd \| 1–1 \| Al-Nassr \| \| 24 de septiembre de 2020 \| Estadio Jassim bin Hamad (Catar) \| Sepahan \| 2–1 \| Al-Sadd \| \| 24 de septiembre de 2020 \| Estadio Ciudad de la Educación (Catar) \| Al-Nassr \| 0–1 \| Al-Ain \| |                                         |          |           |           |
| Fecha | Estadio (Ciudad)                        | Local    | Resultado | Visitante |
| 11 de febrero de 2020 | Estadio Hazza bin Zayed (Al Ain)        | Al-Ain   | 0–4       | Sepahan   |
| 11 de febrero de 2020 | Estadio Príncipe Faisal bin Fahd (Riad) | Al-Nassr | 2–2       | Al-Sadd   |
| 18 de febrero de 2020 | Estadio Hazza bin Zayed (Al Ain)        | Al-Ain   | 1–2       | Al-Nassr  |
| 18 de febrero de 2020 | Estadio Jassim bin Hamad (Doha)         | Al-Sadd  | 3–0       | Sepahan   |
| 15 de septiembre de 2020 | Estadio Jassim bin Hamad (Catar)        | Al-Ain   | 3–3       | Al-Sadd   |
| 15 de septiembre de 2020 | Estadio Jassim bin Hamad (Catar)        | Sepahan  | 0–2       | Al-Nassr  |
| 18 de septiembre de 2020 | Estadio Jassim bin Hamad (Catar)        | Al-Sadd  | 4–0       | Al-Ain    |
| 18 de septiembre de 2020 | Estadio Jassim bin Hamad (Catar)        | Al-Nassr | 2–0       | Sepahan   |
| 21 de septiembre de 2020 | Estadio Jassim bin Hamad (Catar)        | Sepahan  | 0–0       | Al-Ain    |
| 21 de septiembre de 2020 | Estadio Jassim bin Hamad (Catar)        | Al-Sadd  | 1–1       | Al-Nassr  |
| 24 de septiembre de 2020 | Estadio Jassim bin Hamad (Catar)        | Sepahan  | 2–1       | Al-Sadd   |
| 24 de septiembre de 2020 | Estadio Ciudad de la Educación (Catar)  | Al-Nassr | 0–1       | Al-Ain    |

### Grupo E
| Pos. | Equipo                | Pts. | PJ | G | E | P | GF | GC | Dif. | Clasificación    |
| ---- | --------------------- | ---- | -- | - | - | - | -- | -- | ---- | ---------------- |
| 1    | Beijing FC (A)        | 16   | 6  | 5 | 1 | 0 | 12 | 4  | +8   | Octavos de final |
| 2    | Melbourne Victory (A) | 7    | 6  | 2 | 1 | 3 | 6  | 9  | −3   | Octavos de final |
| 3    | FC Seoul              | 6    | 6  | 2 | 0 | 4 | 10 | 9  | +1   |                  |
| 4    | Chiangrai United      | 5    | 6  | 1 | 2 | 3 | 5  | 11 | −6   |                  |

 Fuente: AFC
| \| Fecha \| Estadio (Ciudad) \| Local \| Resultado \| Visitante \| \| ----------------------------- \| -------------------------------------- \| ----------------- \| --------- \| ----------------- \| \| 11 de febrero de 2020 \| AAMI Park (Melbourne) \| Melbourne Victory \| 1–0 \| Chiangrai United \| \| 18 de febrero de 2020 \| Estadio Mundialista (Seúl) \| FC Seoul \| 1–0 \| Melbourne Victory \| \| 18 de febrero de 2020[n 11] \| Estadio Singha (Chiang Rai) \| Chiangrai United \| 0–1 \| Beijing FC \| \| 21 de noviembre de 2020[n 11] \| Estadio Ciudad de la Educación (Catar) \| FC Seoul \| 1–2 \| Beijing FC \| \| 24 de noviembre de 2020[n 11] \| Estadio Jassim bin Hamad (Catar) \| Beijing FC \| 3–1 \| Melbourne Victory \| \| 24 de noviembre de 2020[n 5] \| Estadio Jassim bin Hamad (Catar) \| FC Seoul \| 5–0 \| Chiangrai United \| \| 27 de noviembre de 2020[n 11] \| Estadio Jassim bin Hamad (Catar) \| Melbourne Victory \| 0–2 \| Beijing FC \| \| 27 de noviembre de 2020 \| Estadio Jassim bin Hamad (Catar) \| Chiangrai United \| 2–1 \| FC Seoul \| \| 30 de noviembre de 2020[n 11] \| Estadio Jassim bin Hamad (Catar) \| Beijing FC \| 3–1 \| FC Seoul \| \| 30 de noviembre de 2020 \| Estadio Jassim bin Hamad (Catar) \| Chiangrai United \| 2–2 \| Melbourne Victory \| \| 3 de diciembre de 2020 \| Estadio Jassim bin Hamad (Catar) \| Beijing FC \| 1–1 \| Chiangrai United \| \| 3 de diciembre de 2020 \| Estadio Ciudad de la Educación (Catar) \| Melbourne Victory \| 2–1 \| FC Seoul \| |                                        |                   |           |                   |
| Fecha | Estadio (Ciudad)                       | Local             | Resultado | Visitante         |
| 11 de febrero de 2020 | AAMI Park (Melbourne)                  | Melbourne Victory | 1–0       | Chiangrai United  |
| 18 de febrero de 2020 | Estadio Mundialista (Seúl)             | FC Seoul          | 1–0       | Melbourne Victory |
| 18 de febrero de 2020 | Estadio Singha (Chiang Rai)            | Chiangrai United  | 0–1       | Beijing FC        |
| 21 de noviembre de 2020 | Estadio Ciudad de la Educación (Catar) | FC Seoul          | 1–2       | Beijing FC        |
| 24 de noviembre de 2020 | Estadio Jassim bin Hamad (Catar)       | Beijing FC        | 3–1       | Melbourne Victory |
| 24 de noviembre de 2020 | Estadio Jassim bin Hamad (Catar)       | FC Seoul          | 5–0       | Chiangrai United  |
| 27 de noviembre de 2020 | Estadio Jassim bin Hamad (Catar)       | Melbourne Victory | 0–2       | Beijing FC        |
| 27 de noviembre de 2020 | Estadio Jassim bin Hamad (Catar)       | Chiangrai United  | 2–1       | FC Seoul          |
| 30 de noviembre de 2020 | Estadio Jassim bin Hamad (Catar)       | Beijing FC        | 3–1       | FC Seoul          |
| 30 de noviembre de 2020 | Estadio Jassim bin Hamad (Catar)       | Chiangrai United  | 2–2       | Melbourne Victory |
| 3 de diciembre de 2020 | Estadio Jassim bin Hamad (Catar)       | Beijing FC        | 1–1       | Chiangrai United  |
| 3 de diciembre de 2020 | Estadio Ciudad de la Educación (Catar) | Melbourne Victory | 2–1       | FC Seoul          |

### Grupo F
| Pos. | Equipo            | Pts. | PJ | G | E | P | GF | GC | Dif. | Clasificación    |
| ---- | ----------------- | ---- | -- | - | - | - | -- | -- | ---- | ---------------- |
| 1    | Ulsan Hyundai (A) | 16   | 6  | 5 | 1 | 0 | 14 | 5  | +9   | Octavos de final |
| 2    | FC Tokyo (A)      | 10   | 6  | 3 | 1 | 2 | 6  | 5  | +1   | Octavos de final |
| 3    | Shanghái Shenhua  | 7    | 6  | 2 | 1 | 3 | 9  | 13 | −4   |                  |
| 4    | Perth Glory       | 1    | 6  | 0 | 1 | 5 | 5  | 11 | −6   |                  |

 Fuente: AFC
| \| Fecha \| Estadio (Ciudad) \| Local \| Resultado \| Visitante \| \| ----------------------------- \| -------------------------------------- \| ---------------- \| --------- \| ---------------- \| \| 11 de febrero de 2020 \| Estadio de Ulsan Munsu (Ulsan) \| Ulsan Hyundai \| 1–1 \| FC Tokyo \| \| 18 de febrero de 2020 \| Estadio Ajinomoto (Tokio) \| FC Tokyo \| 1–0 \| Perth Glory \| \| 18 de noviembre de 2020[n 11] \| Estadio Ciudad de la Educación (Catar) \| Perth Glory \| 1–2 \| Shanghái Shenhua \| \| 21 de noviembre de 2020[n 11] \| Estadio Ciudad de la Educación (Catar) \| Ulsan Hyundai \| 3–1 \| Shanghái Shenhua \| \| 24 de noviembre de 2020[n 11] \| Estadio Ciudad de la Educación (Catar) \| FC Tokyo \| 0–1 \| Shanghái Shenhua \| \| 24 de noviembre de 2020 \| Estadio Ciudad de la Educación (Catar) \| Perth Glory \| 1–2 \| Ulsan Hyundai \| \| 27 de noviembre de 2020 \| Estadio Ciudad de la Educación (Catar) \| Ulsan Hyundai \| 2–0 \| Perth Glory \| \| 27 de noviembre de 2020 \| Estadio Ciudad de la Educación (Catar) \| Shanghái Shenhua \| 1–2 \| FC Tokyo \| \| 30 de noviembre de 2020 \| Estadio Ciudad de la Educación (Catar) \| FC Tokyo \| 1–2 \| Ulsan Hyundai \| \| 30 de noviembre de 2020 \| Estadio Ciudad de la Educación (Catar) \| Shanghái Shenhua \| 3–3 \| Perth Glory \| \| 3 de diciembre de 2020 \| Estadio Ciudad de la Educación (Catar) \| Perth Glory \| 0–1 \| FC Tokyo \| \| 3 de diciembre de 2020[n 11] \| Estadio Jassim bin Hamad (Catar) \| Shanghái Shenhua \| 1–4 \| Ulsan Hyundai \| |                                        |                  |           |                  |
| Fecha | Estadio (Ciudad)                       | Local            | Resultado | Visitante        |
| 11 de febrero de 2020 | Estadio de Ulsan Munsu (Ulsan)         | Ulsan Hyundai    | 1–1       | FC Tokyo         |
| 18 de febrero de 2020 | Estadio Ajinomoto (Tokio)              | FC Tokyo         | 1–0       | Perth Glory      |
| 18 de noviembre de 2020 | Estadio Ciudad de la Educación (Catar) | Perth Glory      | 1–2       | Shanghái Shenhua |
| 21 de noviembre de 2020 | Estadio Ciudad de la Educación (Catar) | Ulsan Hyundai    | 3–1       | Shanghái Shenhua |
| 24 de noviembre de 2020 | Estadio Ciudad de la Educación (Catar) | FC Tokyo         | 0–1       | Shanghái Shenhua |
| 24 de noviembre de 2020 | Estadio Ciudad de la Educación (Catar) | Perth Glory      | 1–2       | Ulsan Hyundai    |
| 27 de noviembre de 2020 | Estadio Ciudad de la Educación (Catar) | Ulsan Hyundai    | 2–0       | Perth Glory      |
| 27 de noviembre de 2020 | Estadio Ciudad de la Educación (Catar) | Shanghái Shenhua | 1–2       | FC Tokyo         |
| 30 de noviembre de 2020 | Estadio Ciudad de la Educación (Catar) | FC Tokyo         | 1–2       | Ulsan Hyundai    |
| 30 de noviembre de 2020 | Estadio Ciudad de la Educación (Catar) | Shanghái Shenhua | 3–3       | Perth Glory      |
| 3 de diciembre de 2020 | Estadio Ciudad de la Educación (Catar) | Perth Glory      | 0–1       | FC Tokyo         |
| 3 de diciembre de 2020 | Estadio Jassim bin Hamad (Catar)       | Shanghái Shenhua | 1–4       | Ulsan Hyundai    |

### Grupo G
| Pos. | Equipo                      | Pts. | PJ | G | E | P | GF | GC | Dif. | Clasificación    |
| ---- | --------------------------- | ---- | -- | - | - | - | -- | -- | ---- | ---------------- |
| 1    | Vissel Kobe (A)             | 6    | 4  | 2 | 0 | 2 | 4  | 5  | −1   | Octavos de final |
| 2    | Suwon Samsung Bluewings (A) | 5    | 4  | 1 | 2 | 1 | 3  | 2  | +1   | Octavos de final |
| 3    | Guangzhou Evergrande        | 5    | 4  | 1 | 2 | 1 | 4  | 4  | 0    |                  |
| 4    | Johor Darul Ta'zim (c)      | 0    | 0  | 0 | 0 | 0 | 0  | 0  | 0    | Eliminado        |

 Fuente: AFC
(c) Johor Darul Ta'zim no pudo viajar a Catar para jugar los últimos cuatro partidos de la fase de grupos debido a las restricciones de viaje por la pandemia de COVID-19 después de que el gobierno de Malasia les negara el permiso para viajar. Se consideró que se habían retirado de la competición, y todos los partidos anteriores jugados por Johor Darul Ta'zim se considerarán "nulos y sin efecto" y no se considerarán para determinar la clasificación final del grupo.
| \| Fecha \| Estadio (Ciudad) \| Local \| Resultado \| Visitante \| \| ----------------------- \| ------------------------------------------- \| ----------------------- \| ------------- \| ----------------------- \| \| 12 de febrero de 2020 \| Estadio Parque Misaki (Kōbe) \| Vissel Kobe \| Anulado[n 12] \| Johor Darul Ta'zim \| \| 19 de febrero de 2020 \| Estadio Mundialista (Suwon) \| Suwon Samsung Bluewings \| 0–1 \| Vissel Kobe \| \| 3 de marzo de 2020 \| Estadio Sultan Ibrahim Larkin (Johor Bahru) \| Johor Darul Ta'zim \| Anulado[n 13] \| Suwon Samsung Bluewings \| \| 19 de noviembre de 2020 \| Estadio Internacional Khalifa (Catar) \| Johor Darul Ta'zim \| Cancelado \| Guangzhou Evergrande \| \| 22 de noviembre de 2020 \| Estadio Internacional Khalifa (Catar) \| Suwon Samsung Bluewings \| 0–0 \| Guangzhou Evergrande \| \| 25 de noviembre de 2020 \| Estadio Internacional Khalifa (Catar) \| Suwon Samsung Bluewings \| Cancelado \| Johor Darul Ta'zim \| \| 25 de noviembre de 2020 \| Estadio Internacional Khalifa (Catar) \| Guangzhou Evergrande \| 1–3 \| Vissel Kobe \| \| 28 de noviembre de 2020 \| Estadio Al Janoub (Catar) \| Vissel Kobe \| 0–2 \| Guangzhou Evergrande \| \| 1 de diciembre de 2020 \| Estadio Internacional Khalifa (Catar) \| Johor Darul Ta'zim \| Cancelado \| Vissel Kobe \| \| 1 de diciembre de 2020 \| Estadio Internacional Khalifa (Catar) \| Guangzhou Evergrande \| 1–1 \| Suwon Samsung Bluewings \| \| 4 de diciembre de 2020 \| Estadio Internacional Khalifa (Catar) \| Vissel Kobe \| 0–2 \| Suwon Samsung Bluewings \| \| 4 de diciembre de 2020 \| Estadio Al Janoub (Catar) \| Guangzhou Evergrande \| Cancelado \| Johor Darul Ta'zim \| |                                             |                         |           |                         |
| Fecha | Estadio (Ciudad)                            | Local                   | Resultado | Visitante               |
| 12 de febrero de 2020 | Estadio Parque Misaki (Kōbe)                | Vissel Kobe             | Anulado   | Johor Darul Ta'zim      |
| 19 de febrero de 2020 | Estadio Mundialista (Suwon)                 | Suwon Samsung Bluewings | 0–1       | Vissel Kobe             |
| 3 de marzo de 2020 | Estadio Sultan Ibrahim Larkin (Johor Bahru) | Johor Darul Ta'zim      | Anulado   | Suwon Samsung Bluewings |
| 19 de noviembre de 2020 | Estadio Internacional Khalifa (Catar)       | Johor Darul Ta'zim      | Cancelado | Guangzhou Evergrande    |
| 22 de noviembre de 2020 | Estadio Internacional Khalifa (Catar)       | Suwon Samsung Bluewings | 0–0       | Guangzhou Evergrande    |
| 25 de noviembre de 2020 | Estadio Internacional Khalifa (Catar)       | Suwon Samsung Bluewings | Cancelado | Johor Darul Ta'zim      |
| 25 de noviembre de 2020 | Estadio Internacional Khalifa (Catar)       | Guangzhou Evergrande    | 1–3       | Vissel Kobe             |
| 28 de noviembre de 2020 | Estadio Al Janoub (Catar)                   | Vissel Kobe             | 0–2       | Guangzhou Evergrande    |
| 1 de diciembre de 2020 | Estadio Internacional Khalifa (Catar)       | Johor Darul Ta'zim      | Cancelado | Vissel Kobe             |
| 1 de diciembre de 2020 | Estadio Internacional Khalifa (Catar)       | Guangzhou Evergrande    | 1–1       | Suwon Samsung Bluewings |
| 4 de diciembre de 2020 | Estadio Internacional Khalifa (Catar)       | Vissel Kobe             | 0–2       | Suwon Samsung Bluewings |
| 4 de diciembre de 2020 | Estadio Al Janoub (Catar)                   | Guangzhou Evergrande    | Cancelado | Johor Darul Ta'zim      |

### Grupo H
| Pos. | Equipo                  | Pts. | PJ | G | E | P | GF | GC | Dif. | Clasificación    |
| ---- | ----------------------- | ---- | -- | - | - | - | -- | -- | ---- | ---------------- |
| 1    | Yokohama F. Marinos (A) | 13   | 6  | 4 | 1 | 1 | 13 | 5  | +8   | Octavos de final |
| 2    | Shanghái SIPG (A)       | 9    | 6  | 3 | 0 | 3 | 6  | 10 | −4   | Octavos de final |
| 3    | Jeonbuk Hyundai Motors  | 7    | 6  | 2 | 1 | 3 | 8  | 10 | −2   |                  |
| 4    | Sydney FC               | 5    | 6  | 1 | 2 | 3 | 8  | 10 | −2   |                  |

 Fuente: AFC
| \| Fecha \| Estadio (Ciudad) \| Local \| Resultado \| Visitante \| \| ----------------------------- \| ------------------------------------- \| ---------------------- \| --------- \| ---------------------- \| \| 12 de febrero de 2020 \| Estadio Mundialista (Jeonju) \| Jeonbuk Hyundai Motors \| 1–2 \| Yokohama F. Marinos \| \| 19 de febrero de 2020 \| Estadio Internacional (Yokohama) \| Yokohama F. Marinos \| 4–0 \| Sydney FC \| \| 4 de marzo de 2020 \| Jubilee Oval (Sídney) \| Sydney FC \| 2–2 \| Jeonbuk Hyundai Motors \| \| 19 de noviembre de 2020 \| Estadio Internacional Khalifa (Catar) \| Sydney FC \| 1–2 \| Shanghái SIPG \| \| 22 de noviembre de 2020 \| Estadio Internacional Khalifa (Catar) \| Jeonbuk Hyundai Motors \| 1–2 \| Shanghái SIPG \| \| 25 de noviembre de 2020 \| Estadio Al Janoub (Catar) \| Jeonbuk Hyundai Motors \| 1–0 \| Sydney FC \| \| 25 de noviembre de 2020 \| Estadio Al Janoub (Catar) \| Shanghái SIPG \| 0–1 \| Yokohama F. Marinos \| \| 28 de noviembre de 2020[n 11] \| Estadio Al Janoub (Catar) \| Yokohama F. Marinos \| 1–2 \| Shanghái SIPG \| \| 1 de diciembre de 2020 \| Estadio Al Janoub (Catar) \| Yokohama F. Marinos \| 4–1 \| Jeonbuk Hyundai Motors \| \| 1 de diciembre de 2020 \| Estadio Al Janoub (Catar) \| Shanghái SIPG \| 0–4 \| Sydney FC \| \| 4 de diciembre de 2020 \| Estadio Al Janoub (Catar) \| Sydney FC \| 1–1 \| Yokohama F. Marinos \| \| 4 de diciembre de 2020 \| Estadio Internacional Khalifa (Catar) \| Shanghái SIPG \| 0–2 \| Jeonbuk Hyundai Motors \| |                                       |                        |           |                        |
| Fecha | Estadio (Ciudad)                      | Local                  | Resultado | Visitante              |
| 12 de febrero de 2020 | Estadio Mundialista (Jeonju)          | Jeonbuk Hyundai Motors | 1–2       | Yokohama F. Marinos    |
| 19 de febrero de 2020 | Estadio Internacional (Yokohama)      | Yokohama F. Marinos    | 4–0       | Sydney FC              |
| 4 de marzo de 2020 | Jubilee Oval (Sídney)                 | Sydney FC              | 2–2       | Jeonbuk Hyundai Motors |
| 19 de noviembre de 2020 | Estadio Internacional Khalifa (Catar) | Sydney FC              | 1–2       | Shanghái SIPG          |
| 22 de noviembre de 2020 | Estadio Internacional Khalifa (Catar) | Jeonbuk Hyundai Motors | 1–2       | Shanghái SIPG          |
| 25 de noviembre de 2020 | Estadio Al Janoub (Catar)             | Jeonbuk Hyundai Motors | 1–0       | Sydney FC              |
| 25 de noviembre de 2020 | Estadio Al Janoub (Catar)             | Shanghái SIPG          | 0–1       | Yokohama F. Marinos    |
| 28 de noviembre de 2020 | Estadio Al Janoub (Catar)             | Yokohama F. Marinos    | 1–2       | Shanghái SIPG          |
| 1 de diciembre de 2020 | Estadio Al Janoub (Catar)             | Yokohama F. Marinos    | 4–1       | Jeonbuk Hyundai Motors |
| 1 de diciembre de 2020 | Estadio Al Janoub (Catar)             | Shanghái SIPG          | 0–4       | Sydney FC              |
| 4 de diciembre de 2020 | Estadio Al Janoub (Catar)             | Sydney FC              | 1–1       | Yokohama F. Marinos    |
| 4 de diciembre de 2020 | Estadio Internacional Khalifa (Catar) | Shanghái SIPG          | 0–2       | Jeonbuk Hyundai Motors |

## Fase eliminatoria

### Equipos clasificados
| Grupo      | Primeros            | Segundos                |
| Zona Oeste | Zona Oeste          | Zona Oeste              |
| ---------- | ------------------- | ----------------------- |
| A          | Al-Ahli Saudí       | Esteghlal               |
| B          | Pakhtakor Tashkent  | Shabab Al-Ahli          |
| C          | Persépolis          | Al-Taawoun              |
| D          | Al-Nassr            | Al-Sadd                 |
| Zona Este  |                     |                         |
| E          | Beijing FC          | Melbourne Victory       |
| F          | Ulsan Hyundai       | FC Tokyo                |
| G          | Vissel Kobe         | Suwon Samsung Bluewings |
| H          | Yokohama F. Marinos | Shanghái SIPG           |

### Cuadro de desarrollo
Los 16 equipos clasificados son divididos en 8 enfrentamientos que juegan un torneo de eliminación simple, en caso de igualdad en el marcador se jugará tiempo extra y de seguir así penales.
Culminada la etapa de octavos de final se sortearon los enfrentamientos de cuartos de final y semifinales. El sorteo para la Zona Oriental se realizó el 8 de diciembre de 2020 a las 11:30 (UTC+3), en Doha, Catar.
|  | Octavos de final        | Octavos de final |                         |                  | Cuartos de final | Cuartos de final |  |                       | Semifinales | Semifinales |  |            | Final | Final |  |
|  |                         |                  |                         |                  |                  |                  |  |                       |             |             |  |            |       |       |  |
|  |                         |                  |                         |                  |                  |                  |  |                       |             |             |  |            |       |       |  |
|  | Al-Nassr                | 1                |                         |                  |                  |                  |  |                       |             |             |  |            |       |       |  |
|  | Al-Nassr                | 1                |                         |                  |                  |                  |  |                       |             |             |  |            |       |       |  |
|  | Al-Taawoun              | 0                |                         |                  |                  |                  |  |                       |             |             |  |            |       |       |  |
|  | Al-Taawoun              | 0                |                         | Al-Nassr         | 2                |                  |  |                       |             |             |  |            |       |       |  |
|  |                         |                  |                         | Al-Nassr         | 2                |                  |  |                       |             |             |  |            |       |       |  |
|  |                         |                  | Al-Ahli Saudí           | 0                |                  |                  |  |                       |             |             |  |            |       |       |  |
|  | Al-Ahli Saudí (p.)      | 1 (4)            | Al-Ahli Saudí           | 0                |                  |                  |  |                       |             |             |  |            |       |       |  |
|  | Al-Ahli Saudí (p.)      | 1 (4)            |                         |                  |                  |                  |  |                       |             |             |  |            |       |       |  |
|  | Shabab Al-Ahli          | 1 (3)            |                         |                  |                  |                  |  |                       |             |             |  |            |       |       |  |
|  | Shabab Al-Ahli          | 1 (3)            |                         |                  |                  |                  |  | Al-Nassr              | 1 (3)       |             |  |            |       |       |  |
|  |                         |                  |                         |                  |                  |                  |  | Al-Nassr              | 1 (3)       |             |  |            |       |       |  |
|  |                         |                  | Persépolis (p.)         | 1 (5)            |                  |                  |  |                       |             |             |  |            |       |       |  |
|  | Persépolis              | 1                | Persépolis (p.)         | 1 (5)            |                  |                  |  |                       |             |             |  |            |       |       |  |
|  | Persépolis              | 1                |                         |                  |                  |                  |  |                       |             |             |  |            |       |       |  |
|  | Al-Sadd                 | 0                |                         |                  |                  |                  |  |                       |             |             |  |            |       |       |  |
|  | Al-Sadd                 | 0                |                         | Persépolis       | 2                |                  |  |                       |             |             |  |            |       |       |  |
|  |                         |                  |                         | Persépolis       | 2                |                  |  |                       |             |             |  |            |       |       |  |
|  |                         |                  | Pakhtakor Tashkent      | 0                |                  |                  |  |                       |             |             |  |            |       |       |  |
|  | Pakhtakor Tashkent      | 2                | Pakhtakor Tashkent      | 0                |                  |                  |  |                       |             |             |  |            |       |       |  |
|  | Pakhtakor Tashkent      | 2                |                         |                  |                  |                  |  |                       |             |             |  |            |       |       |  |
|  | Esteghlal               | 1                |                         |                  |                  |                  |  |                       |             |             |  |            |       |       |  |
|  | Esteghlal               | 1                |                         |                  |                  |                  |  |                       |             |             |  | Persépolis | 1     |       |  |
|  |                         |                  |                         |                  |                  |                  |  |                       |             |             |  | Persépolis | 1     |       |  |
|  |                         |                  | Ulsan Hyundai           | 2                |                  |                  |  |                       |             |             |  |            |       |       |  |
|  | Ulsan Hyundai           | 3                | Ulsan Hyundai           | 2                |                  |                  |  |                       |             |             |  |            |       |       |  |
|  | Ulsan Hyundai           | 3                |                         |                  |                  |                  |  |                       |             |             |  |            |       |       |  |
|  | Melbourne Victory       | 0                |                         |                  |                  |                  |  |                       |             |             |  |            |       |       |  |
|  | Melbourne Victory       | 0                |                         | Ulsan Hyundai    | 2                |                  |  |                       |             |             |  |            |       |       |  |
|  |                         |                  |                         | Ulsan Hyundai    | 2                |                  |  |                       |             |             |  |            |       |       |  |
|  |                         |                  | Beijing Guoan           | 0                |                  |                  |  |                       |             |             |  |            |       |       |  |
|  | Beijing Guoan           | 1                | Beijing Guoan           | 0                |                  |                  |  |                       |             |             |  |            |       |       |  |
|  | Beijing Guoan           | 1                |                         |                  |                  |                  |  |                       |             |             |  |            |       |       |  |
|  | Tokyo                   | 0                |                         |                  |                  |                  |  |                       |             |             |  |            |       |       |  |
|  | Tokyo                   | 0                |                         |                  |                  |                  |  | Ulsan Hyundai (t. s.) | 2           |             |  |            |       |       |  |
|  |                         |                  |                         |                  |                  |                  |  | Ulsan Hyundai (t. s.) | 2           |             |  |            |       |       |  |
|  |                         |                  | Vissel Kobe             | 1                |                  |                  |  |                       |             |             |  |            |       |       |  |
|  | Vissel Kobe             | 2                | Vissel Kobe             | 1                |                  |                  |  |                       |             |             |  |            |       |       |  |
|  | Vissel Kobe             | 2                |                         |                  |                  |                  |  |                       |             |             |  |            |       |       |  |
|  | Shanghái SIPG           | 0                |                         |                  |                  |                  |  |                       |             |             |  |            |       |       |  |
|  | Shanghái SIPG           | 0                |                         | Vissel Kobe (p.) | 1 (7)            |                  |  |                       |             |             |  |            |       |       |  |
|  |                         |                  |                         | Vissel Kobe (p.) | 1 (7)            |                  |  |                       |             |             |  |            |       |       |  |
|  |                         |                  | Suwon Samsung Bluewings | 1 (6)            |                  |                  |  |                       |             |             |  |            |       |       |  |
|  | Yokohama F. Marinos     | 2                | Suwon Samsung Bluewings | 1 (6)            |                  |                  |  |                       |             |             |  |            |       |       |  |
|  | Yokohama F. Marinos     | 2                |                         |                  |                  |                  |  |                       |             |             |  |            |       |       |  |
|  | Suwon Samsung Bluewings | 3                |                         |                  |                  |                  |  |                       |             |             |  |            |       |       |  |
|  | Suwon Samsung Bluewings | 3                |                         |                  |                  |                  |  |                       |             |             |  |            |       |       |  |
|  |                         |                  |                         |                  |                  |                  |  |                       |             |             |  |            |       |       |  |

### Octavos de final
- Zona Occidental

Al-Ahli Saudí - Shabab Al-Ahli
| 26 de septiembre de 2020 | Al-Ahli Saudí                                    | 1:1 (1:1, 0:1) (t. s.)(4:3 p.) | Shabab Al-Ahli                                  | Estadio Al Janoub, Doha                                         |                                                                 |
| 16:40 (UTC+3)            | Al Somah 54' (pen.)                              | Reporte                        | Ganiev 28'                                      | Asistencia: 0 espectadores Árbitro(s): Nawaf Shukralla (Baréin) | Asistencia: 0 espectadores Árbitro(s): Nawaf Shukralla (Baréin) |
|                          |                                                  | Tiros desde el punto penal     |                                                 |                                                                 |                                                                 |
|                          | Abdulghani · Lima · Ghareeb · Hawsawi · Al Somah |                                | Khalil · Jaber · Ganiev · Al-Bloushi · Al-Naqbi |                                                                 |                                                                 |

Pakhtakor Tashkent - Esteghlal
| 26 de septiembre de 2020 | Pakhtakor Tashkent       | 2:1 (1:1) | Esteghlal  | Estadio Al Janoub, Doha                                    |                                                            |
| 20:45 (UTC+3)            | Ćeran 43' · Derdiyok 47' | Reporte   | Karimi 32' | Asistencia: 0 espectadores Árbitro(s): Ahmed Al-Kaf (Omán) | Asistencia: 0 espectadores Árbitro(s): Ahmed Al-Kaf (Omán) |

Persépolis - Al-Sadd
| 27 de septiembre de 2020 | Persépolis   | 1:0 (0:0) | Al-Sadd | Estadio Ciudad de la Educación, Doha                                |                                                                     |
| 16:40 (UTC+3)            | Alekasir 88' | Reporte   |         | Asistencia: 0 espectadores Árbitro(s): Ko Hyung-jin (Corea del Sur) | Asistencia: 0 espectadores Árbitro(s): Ko Hyung-jin (Corea del Sur) |

Al-Nassr - Al-Taawoun
| 27 de septiembre de 2020 | Al-Nassr      | 1:0 (0:0) | Al-Taawoun | Estadio Ciudad de la Educación, Doha                    |                                                         |
| 20:45 (UTC+3)            | Hamdallah 75' | Reporte   |            | Asistencia: 0 espectadores Árbitro(s): Ali Sabah (Irak) | Asistencia: 0 espectadores Árbitro(s): Ali Sabah (Irak) |

- Zona Oriental

Beijing FC - FC Tokyo
| 6 de diciembre de 2020 | Beijing  | 1:0 (0:0) | Tokyo | Estadio Ciudad de la Educación, Doha                          |                                                               |
| 13:00 (UTC+3)          | Alan 59' | Reporte   |       | Asistencia: 0 espectadores Árbitro(s): Alireza Faghani (Irán) | Asistencia: 0 espectadores Árbitro(s): Alireza Faghani (Irán) |

Ulsan Hyundai - Melbourne Victory
| 6 de diciembre de 2020 | Ulsan Hyundai                     | 3:0 (0:0) | Melbourne Victory | Estadio Ciudad de la Educación, Doha                                      |                                                                           |
| 17:00 (UTC+3)          | Johnsen 65', 86' · Won Du-jae 77' | Reporte   |                   | Asistencia: 0 espectadores Árbitro(s): Turki Al-Khudhayr (Arabia Saudita) | Asistencia: 0 espectadores Árbitro(s): Turki Al-Khudhayr (Arabia Saudita) |

Vissel Kobe - Shanghái SIPG
| 7 de diciembre de 2020 | Vissel Kobe             | 3:0 (0:0) | Shanghái SIPG | Estadio Internacional Khalifa, Doha                            |                                                                |
| 13:00 (UTC+3)          | Iniesta 31' · Nishi 50' | Reporte   |               | Asistencia: 0 espectadores Árbitro(s): Chris Beath (Australia) | Asistencia: 0 espectadores Árbitro(s): Chris Beath (Australia) |

Yokohama F. Marinos - Suwon Samsung Bluewings
| 7 de diciembre de 2020 | Yokohama F. Marinos     | 2:3 (1:0) | Suwon Samsung Bluewings                                | Estadio Internacional Khalifa, Doha                                       |                                                                           |
| 17:00 (UTC+3)          | Erik 20' · Onaiwu 90+1' | Reporte   | Kim Tae-hwan 57' · Kim Min-woo 82' · Han Seok-jong 87' | Asistencia: 0 espectadores Árbitro(s): Hettikamkanamge Perera (Sri Lanka) | Asistencia: 0 espectadores Árbitro(s): Hettikamkanamge Perera (Sri Lanka) |

### Cuartos de final
- Zona Occidental

Al-Nassr - Al-Ahli Saudí
| 30 de septiembre de 2020 | Al-Nassr                 | 2:0 (1:0) | Al-Ahli Saudí | Estadio Jassim Bin Hamad, Doha                                      |                                                                     |
| 16:40 (UTC+3)            | Martínez 13' · Asiri 55' | Reporte   |               | Asistencia: 0 espectadores Árbitro(s): Sivakorn Pu-Udom (Tailandia) | Asistencia: 0 espectadores Árbitro(s): Sivakorn Pu-Udom (Tailandia) |

Persépolis - Pakhtakor
| 30 de septiembre de 2020 | Persépolis        | 2:0 (0:0) | Pakhtakor Tashkent | Estadio Jassim Bin Hamad, Doha                                    |                                                                   |
| 20:45 (UTC+3)            | Alekasir 49', 66' | Reporte   |                    | Asistencia: 0 espectadores Árbitro(s): Adham Makhadmeh (Jordania) | Asistencia: 0 espectadores Árbitro(s): Adham Makhadmeh (Jordania) |

- Zona Oriental

Ulsan Hyundai - Beijing FC
| 10 de diciembre de 2020 | Ulsan Hyundai          | 2:0 (2:0) | Beijing | Estadio Al Janoub, Al Wakra                                                                     |                                                                                                 |
| 13:00 (UTC+3)           | Negrão 21' (pen.), 42' | Reporte   |         | Asistencia: 0 espectadores Árbitro(s): Mohammed Abdulla Hassan Mohamed (Emiratos Árabes Unidos) | Asistencia: 0 espectadores Árbitro(s): Mohammed Abdulla Hassan Mohamed (Emiratos Árabes Unidos) |

Vissel Kobe - Suwon Samsung Bluewings
| 10 de diciembre de 2020 | Vissel Kobe                                                               | 1:1 (1:1, 1:1) (t. s.)(7:6 p.) | Suwon Samsung Bluewings                                                                          | Estadio Al Janoub, Al Wakra                                       |                                                                   |
| 17:00 (UTC+3)           | Furuhashi 40'                                                             | Reporte                        | Park Sang-hyeok 7'                                                                               | Asistencia: 0 espectadores Árbitro(s): Adham Makhadmeh (Jordania) | Asistencia: 0 espectadores Árbitro(s): Adham Makhadmeh (Jordania) |
|                         |                                                                           | Tiros desde el punto penal     |                                                                                                  |                                                                   |                                                                   |
|                         | Iniesta · Douglas · Hatsuse · Furuhashi · Yamaguchi · Yamakawa · Fujimoto |                                | Kim Gun-hee · Lee Ki-je · Kim Min-woo · Ko Seung-beom · Han Seok-jong · Min Sang-gi · Jang Ho-ik |                                                                   |                                                                   |

### Semifinales
- Zona Occidental

Al-Nassr - Persépolis
| 3 de octubre de 2020 | Al-Nassr                            | 1:1 (1:1, 1:1) (t. s.)(3:5 p.) | Persépolis                                               | Estadio Jassim Bin Hamad, Doha                                  |                                                                 |
| 18:00 (UTC+3)        | Hamdallah 36' (pen.)                | Reporte                        | Abdi 42'                                                 | Asistencia: 0 espectadores Árbitro(s): Muhammad Taqi (Singapur) | Asistencia: 0 espectadores Árbitro(s): Muhammad Taqi (Singapur) |
|                      |                                     | Tiros desde el punto penal     |                                                          |                                                                 |                                                                 |
|                      | Madu · Martínez · Al-Obaid · Maicon |                                | Kanaanizadegan · Nemati · Sarlak · Khalilzadeh · Shojaei |                                                                 |                                                                 |

- Zona Oriental

Ulsan Hyundai - Vissel Kobe
| 13 de diciembre de 2020 | Ulsan Hyundai                    | 2:1 (1:1, 0:0) (t. s.) | Vissel Kobe   | Estadio Al Janoub, Al Wakra                                     |                                                                 |
| 13:00 (UTC+3)           | Johnsen 81' · Negrão 119' (pen.) | Reporte                | Yamaguchi 52' | Asistencia: 0 espectadores Árbitro(s): Nawaf Shukralla (Baréin) | Asistencia: 0 espectadores Árbitro(s): Nawaf Shukralla (Baréin) |

### Final
Persépolis – Ulsan Hyundai
| 19 de diciembre de 2020 | Persépolis | 1:2 (1:1) | Ulsan Hyundai            | Estadio Al Janoub, Al Wakra                                             |                                                                         |
| 15:00 (UTC+3)           | Abdi 45'   | Reporte   | Negrão 45+4', 55' (pen.) | Asistencia: 8517 espectadores Árbitro(s): Abdulrahman Al-Jassim (Catar) | Asistencia: 8517 espectadores Árbitro(s): Abdulrahman Al-Jassim (Catar) |

#### Ficha del partido
| 84         | POR        | Hamed Lak              |     |
| 17         | DEF        | Mehdi Shiri            | 74' |
| 6          | DEF        | Hossein Kanaanizadegan |     |
| 4          | DEF        | Jalal Hosseini         |     |
| 77         | DEF        | Saeid Aghaei           |     |
| 66         | MED        | Milad Sarlak           |     |
| 8          | MED        | Ahmad Nourollahi       |     |
| 88         | MED        | Siamak Nemati          |     |
| 5          | MED        | Bashar Resan           |     |
| 2          | MED        | Omid Alishah           | 90' |
| 16         | DEL        | Mehdi Abdi             |     |
| Entrenador | Entrenador | Yahya Golmohammadi     |     |

| 1          | POR        | Jo Su-huk      |       |
| 23         | DEF        | Kim Tae-hwan   |       |
| 44         | DEF        | Kim Kee-hee    |       |
| 4          | DEF        | Dave Bulthuis  |       |
| 6          | DEF        | Park Joo-ho    | 72'   |
| 16         | MED        | Won Du-jae     |       |
| 72         | MED        | Lee Chung-yong | 72'   |
| 10         | MED        | Yoon Bit-garam |       |
| 8          | MED        | Sin Jin-ho     | 83'   |
| 7          | MED        | Kim In-sung    | 90+1' |
| 9          | DEL        | Júnior Negrão  | 83'   |
| Entrenador | Entrenador | Kim Do-hoon    |       |

| 36 | DEL | Arman Ramezani | 74' |
| 23 | MED | Ali Shojaei    | 90' |

| 77 | DEF | Hong Chul           | 72'   |
| 11 | DEL | Lee Keun-ho         | 72'   |
| 15 | DEF | Jung Seung-hyun     | 83'   |
| 19 | DEL | Bjørn Maars Johnsen | 83'   |
| 66 | DEF | Seol Young-woo      | 90+1' |

| Anotado | 45' | Mehdi Abdi | 1–0 |

| Anotado         | 45+4' | Júnior Negrão | 1–1 |
| Anotado · Penal | 55'   | Júnior Negrão | 1–2 |

| Amonestado | 79' | Dave Bulthuis |
| Amonestado | 82' | Júnior Negrão |

| Árbitro             | Abdulrahman Al-Jassim (Catar)      |
| Árbitros asistentes | Ramzan Al-Naemi (Catar)            |
| Árbitros asistentes | Saud Al-Maqaleh (Catar)            |
| Cuarto árbitro      | Hettikamkanamge Perera (Sri Lanka) |
| Quinto árbitro      | Mohd Yusri Muhamad (Malasia)       |
| VAR                 | Khamis Al-Marri (Catar)            |
| Adicionales VAR     | Adham Makhadmeh (Jordania)         |
| Adicionales VAR     | Mohd Amirul Izwan Yaacob (Malasia) |

| 84         | POR        | Hamed Lak              |     |
| 17         | DEF        | Mehdi Shiri            | 74' |
| 6          | DEF        | Hossein Kanaanizadegan |     |
| 4          | DEF        | Jalal Hosseini         |     |
| 77         | DEF        | Saeid Aghaei           |     |
| 66         | MED        | Milad Sarlak           |     |
| 8          | MED        | Ahmad Nourollahi       |     |
| 88         | MED        | Siamak Nemati          |     |
| 5          | MED        | Bashar Resan           |     |
| 2          | MED        | Omid Alishah           | 90' |
| 16         | DEL        | Mehdi Abdi             |     |
| Entrenador | Entrenador | Yahya Golmohammadi     |     |

| 1          | POR        | Jo Su-huk      |       |
| 23         | DEF        | Kim Tae-hwan   |       |
| 44         | DEF        | Kim Kee-hee    |       |
| 4          | DEF        | Dave Bulthuis  |       |
| 6          | DEF        | Park Joo-ho    | 72'   |
| 16         | MED        | Won Du-jae     |       |
| 72         | MED        | Lee Chung-yong | 72'   |
| 10         | MED        | Yoon Bit-garam |       |
| 8          | MED        | Sin Jin-ho     | 83'   |
| 7          | MED        | Kim In-sung    | 90+1' |
| 9          | DEL        | Júnior Negrão  | 83'   |
| Entrenador | Entrenador | Kim Do-hoon    |       |

| 36 | DEL | Arman Ramezani | 74' |
| 23 | MED | Ali Shojaei    | 90' |

| 77 | DEF | Hong Chul           | 72'   |
| 11 | DEL | Lee Keun-ho         | 72'   |
| 15 | DEF | Jung Seung-hyun     | 83'   |
| 19 | DEL | Bjørn Maars Johnsen | 83'   |
| 66 | DEF | Seol Young-woo      | 90+1' |

| Anotado | 45' | Mehdi Abdi | 1–0 |

| Anotado         | 45+4' | Júnior Negrão | 1–1 |
| Anotado · Penal | 55'   | Júnior Negrão | 1–2 |

| Amonestado | 79' | Dave Bulthuis |
| Amonestado | 82' | Júnior Negrão |

| Árbitro             | Abdulrahman Al-Jassim (Catar)      |
| Árbitros asistentes | Ramzan Al-Naemi (Catar)            |
| Árbitros asistentes | Saud Al-Maqaleh (Catar)            |
| Cuarto árbitro      | Hettikamkanamge Perera (Sri Lanka) |
| Quinto árbitro      | Mohd Yusri Muhamad (Malasia)       |
| VAR                 | Khamis Al-Marri (Catar)            |
| Adicionales VAR     | Adham Makhadmeh (Jordania)         |
| Adicionales VAR     | Mohd Amirul Izwan Yaacob (Malasia) |

| Trofeo de la Liga de Campeones de la AFC |
| Bandera de Corea del Sur                 |
| Campeón Ulsan Hyundai                    |
| 2.° título                               |

## Goleadores
- Actualizado al 19 de diciembre de 2020 (AFC)

| Rank | Jugador              | Club                   | Total |
| ---- | -------------------- | ---------------------- | ----- |
| 1    | Abderrazak Hamdallah | Al-Nassr               | 7     |
| 1    | Júnior Negrão        | Ulsan Hyundai          | 7     |
| 2    | Bjørn Maars Johnsen  | Ulsan Hyundai          | 5     |
| 2    | Trent Buhagiar       | Sydney FC              | 5     |
| 5    | Alan Carvalho        | Beijing FC             | 4     |
| 5    | Issa Alekasir        | Persepolis             | 4     |
| 5    | Baghdad Bounedjah    | Al-Sadd                | 4     |
| 5    | Ado Onaiwu           | Yokohama F. Marinos    | 4     |
| 5    | Yoon Bit-garam       | Ulsan Hyundai          | 4     |
| 10   | Akram Afif           | Al-Sadd                | 3     |
| 10   | Almoez Ali           | Al-Duhail              | 3     |
| 10   | Hassan Al-Haydos     | Al-Sadd                | 3     |
| 10   | Cho Gue-sung         | Jeonbuk Hyundai Motors | 3     |
| 10   | Kyogo Furuhashi      | Vissel Kobe            | 3     |
| 10   | Giovanni Moreno      | Shanghai Shenhua       | 3     |
| 10   | Teruhito Nakagawa    | Yokohama F. Marinos    | 3     |
| 10   | Park Chu-young       | FC Seoul               | 3     |
| 10   | Welliton             | Sharjah                | 3     |
| 10   | Yu Hanchao           | Shanghai Shenhua       | 3     |
| 10   | Yun Ju-tae           | FC Seoul               | 3     |